# Judith Alpi
Judith Alpi Ghirardi (Santiago, 3 de marzo de 1893 - ibídem, 5 de febrero de 1983) fue una pintora chilena adscrita a la generación del 13 y una activista del arte que sería parte del grupo fundador de la Sociedad Nacional de Bellas Artes junto a  los pintores Juan Francisco González y Pedro Reszka.

## Formación
Fue discípula de Nicanor González Méndez, y tras su ingreso a la Escuela de Bellas Artes, fue alumna de Fernando Álvarez de Sotomayor, Juan Francisco González y Alberto Valenzuela Llanos.

## Trayectoria
Su trabajo se caracterizó «por la fineza desplegada en el oficio, los colores luminosos y la soltura y vigor de sus pinceladas, primando en ellos, la pintura por sobre el dibujo», y su obra no solo se enmarcó en la estética de la Generación del 13, sino que además, en trazos objetivos de carácter colorido y luminoso.
Junto a Elmina Moisan, Ximena Morla de Subercaseaux, Sara Camino, Dora Puelma y Miriam Sanfuentes, fue una de las seis primeras pintoras chilenas que expusieron sus obras entre 1915 y 1916; particularmente Alpi lo hizo colectivamente en los Salones Oficiales de Santiago en 1915, donde también participaría en 1916, 1918, 1919, 1920, 1921, 1922, 1923, 1924, 1926, 1927, 1929, 1934, 1944, 1946, 1947, 1949 y 1967.
Participó además en otras exposiciones colectivas, entre ellas la realizada en la Exposición Iberoamericana de Sevilla (1929) —donde recibió una medalla por su pintura Kimono Blanco— y la Exposición de Pinturas y Esculturas Chilenas Contemporáneas en Buenos Aires (1953), entre otras.